# Episodi di Assy McGee (prima stagione)
La prima stagione della serie televisiva Assy McGee, composta da 6 episodi, è stata trasmessa negli Stati Uniti,Soup2Nuts. da Adult Swim, dal 26 novembre 2006 al 14 gennaio 2007.
In Italia la stagione è inedita.
| n° | Titolo originale     | Prima TV USA     |
| -- | -------------------- | ---------------- |
| 1  | Murder on the Docks  | 26 novembre 2006 |
| 2  | The Flirty Black Man | 3 dicembre 2006  |
| 3  | Game of Death        | 10 dicembre 2006 |
| 4  | Busted               | 17 dicembre 2006 |
| 5  | Mexican Rain         | 7 gennaio 2007   |
| 6  | Conviction           | 14 gennaio 2007  |

## Murder on the Docks
- Diretto da: David SanAngelo
- Scritto da: Patrick Borelli

### Trama
Durante una parata che commemora il presidente John Adams, il presidente uccide accidentalmente una prostituta sotto un ponte. Il giorno dopo, lo scheletro della prostituta viene ritrovata da una bambina che stava giocando a palla. Assy entra in scena e inizia sparare a tutti i poliziotti. Nonostante sia stato sospeso dal capo per averlo fatto, Assy indaga comunque sul caso della prostituta. Ciò che non riesce a capire durante l'indagine è che la prostituta è stata già uccisa nientemeno che dal presidente John Adams nel 1799. Allora decide di accusare ingiustamente un attore di nome John Adams, che durante la parata era vestito dal presidente Adams, e gli spara. Per coincidenza, l'uomo che Assy ha sparato era ricercato in 28 stati, quindi il capo finisce per reintegrarlo.

## The Flirty Black Man
- Diretto da: David SanAngelo
- Scritto da: Will Hayes

## Game of Death
- Diretto da: David SanAngelo
- Scritto da: Matt Harrigan

## Busted
- Diretto da: David SanAngelo
- Scritto da: Matt Harrigan

### Trama
- Altri interpreti: Patrick Borelli (poliziotto), Kelly McFarland (prostituta).

## Mexican Rain
- Diretto da: David SanAngelo (non accreditato)
- Scritto da: ?

## Conviction
- Diretto da: David SanAngelo (non accreditato)
- Scritto da: ?